# ژیتکوواتس
ژیتکوواتس (به صربی: Žitkovac) یک منطقهٔ مسکونی در صربستان است که در الکسیناتس واقع شده‌است. ژیتکوواتس ۲٬۶۸۰ نفر جمعیت دارد.